# Liste de publicitaires célèbres
Un publicitaire est une personne concevant des publicités.

## Publicitaires francophones
- Thierry Ardisson, ancien concepteur-rédacteur, producteur et présentateur de télévision
- Frédéric Beigbeder, ancien concepteur-rédacteur, auteur du roman 99 francs
- Marcel Bleustein-Blanchet fondateur de Publicis Groupe
- Claude Bonnange, cofondateur de TBWA
- Jacques Bouchard, publicitaire québécois
- Cassandre, affichiste français
- Christian Chavanon, ancien Président du groupe Havas
- Claude Cossette, fondateur de l'agence canadienne du même nom et auteur de nombreux livres sur la publicité
- Jean-Claude Decaux, fondateur du groupe industriel JCDecaux
- Claude Douce, ancien directeur d'Havas-Conseil
- Richard Gotainer, chanteur et publicitaire français
- Charles Louis Havas, fondateur de Havas
- Christophe Lambert, fondateur de l'agence FFL
- Claude Marti, conseiller en communication politique de Michel Rocard, de François Mitterrand et de nombreux chefs d'État africains
- Philippe Michel, fondateur de l’agence CLM BBDO
- Jean Mineur, pionnier de la publicité au cinéma
- Paul Nicolas fondateur de la revue Vendre, pionnier des méthodes modernes de marketing
- Arthur Sadoun, président de Publicis Worldwide
- Gregory Baud, planner stratégique
- Thierry Saussez, spécialiste du marketing politique
- Jacques Séguéla fondateur de Euro RSCG, concepteur des campagnes électorales de François Mitterrand
- Raymond Savignac, affichiste français
- Paul-Emmanuel Reiffers, fondateur du groupe de communication Mazarine
- Marie-Catherine Dupuy, cofondatrice et directrice de la création de la mythique agence BDDP de 1983 à 2001, puis vice-présidente de TBWA\Paris chargée de la création[1]

## Autres publicitaires célèbres
- William Bernbach, fondateur de DDB
- David Ogilvy, fondateur de Ogilvy & Mather
- Charles Saatchi et Maurice Saatchi, fondateurs de Saatchi and Saatchi

## Citations
- En politique, vous êtes des emballeurs - Michel Polac, à Jacques Séguéla et Thierry Saussez.